# Vinnai Balázs
Dr. Vinnai Balázs (született 1977. október 3.) magyar üzletember és befektető-mentor, többségében fejlődési fázisban lévő startupokban. A digitális banki szektor ismert szakembere, elsősorban a digitális átalakulás, a lakossági banki piac, a pénzügyi szoftverek és az oktatási technológia területén. Az IVSZ - Szövetség a Digitális Gazdaságért elnöke 2020 augusztusa óta.
Az egyik legsikeresebb magyar startup, az IND Group társalapítója és volt vezérigazgatója. A tokaji önkormányzattal együttműködve 2001-ben megalapította a Tokaj.hu Kft.-t. A 2014-ben létrehozott Codecool közép-és-kelet-európai programozóiskola-hálózat társalapítója és befektetője, ahol egy 18 hónapos intenzív programozókurzus során full-stack fejlesztőket képeznek, előképzettség nélkül is. 2018 szeptemberében befektetőként és elnökként csatlakozott a budapesti székhelyű W.UP pénzügyi szoftverfejlesztő és digitális sales céghez. Az Informatikai Vállalkozások Szövetségében (IVSZ) 2007–2020 között az innovációs és szoftverfejlesztési alelnök pozícióját töltötte be.

### Végzettség
Vinnai Balázs a Miskolci Egyetem Állam- és Jogtudományi Karán végzett 2001-ben. Szakdolgozata a digitális aláírásokkal foglalkozott polgári jogi szempontból.

### Karrier
Vinnai Balázs 1997-ben, egyetemista korában barátaival alapította meg első cégét, a digitális banki termékekkel és webes alkalmazásokkal foglalkozó Interactive Net Designt (IND). A pénzügyi technológiai cégek réspiacán hamar jöttek az első sikerek és az innovációs díjak. 2002-ben az IND első helyen szerepelt a Deloitte Technology Fast 50 Central Europe régiós listáján.
2013 márciusában a brit pénzügyi szoftvercég, a Misys felvásárolta az IND Groupot, hogy digitális bankolást segítő lakossági megoldásokkal bővítse a portfólióját. Vinnai a digitális csatornák részlegének vezetője lett.
2017-ben a Misys és a DH Corporation (D+H) összeolvadt, létrehozva a Finastrát, a világ harmadik legnagyobb pénzügyi technológiával foglalkozó vállalatát. Vinnai a vállalat alelnökeként és a digitális részleg vezetőjeként folytatta. A Finastra a pénzügyi szoftverek széles portfólióját kínálja, a vállalati és lakossági bankolástól a befektetéskezelésen át az államkötvényekig és a tőkepiacokig.
Vinnai Balázs a Codecool közép-és-kelet-európai programozóiskola-hálózat társalapítója és befektetője. A Codecool egy magánkézben lévő programozóiskola, ami a digitális készségek iránti megnövekedett munkaerőpiaci igényre kínál alternatív megoldást. Jelenleg Budapesten, Miskolcon, Varsóban és Krakkóban van campusa, 2019-re tervezi a romániai nyitást is.
2015-ben barátaival és korábbi üzlettársaival, Nyíri Józseffel és Bálint Viktorral közösen elindították a BnL Growth Partners Kft.-t. A BnL Growth Partners magántőke- és smart money tanácsadócég a fintech szektorban, amely 1-5 millió eurós befektetést nyújt fejlődésük korai szakaszában tartó vállalatoknak és összeköti őket potenciális vásárlókkal és technológiai partnerekkel.
2017 januárjában a BnL Growth Partners elindította leányvállalatát és B2B-fókuszú startup-inkubátorát, a BnL Start Partners Kft.-t. A cég összesen 2 millió eurós kerettel rendelkezik induló vállalkozások támogatására és a nemzetközi piacra való belépésük segítésére.
2018 szeptemberében Vinnai Balázs befektetőként és elnökként csatlakozott a pénzügyi szoftverekkel és digitális banki értékesítéssel foglalkozó W.UP-hoz. A budapesti és londoni központtal rendelkező céget 2014-ben alapították azzal a céllal, hogy a mesterséges intelligencia segítségével növeljék a felhasználói élményt és a bankok digitális értékesítésből származó bevételeit.

### Díjai
- „Az év üzletembere BAZ megyében” díj (2004)
- Gyurós Tibor-díj, az „Év fiatal informatikai vállalkozója” (2005)
- EY „Jövő ígérete Archiválva 2019. február 25-i dátummal a Wayback Machine-ben” díj (2005)
- Magyar Köztársasági Érdemrend lovagkeresztje (2009)
- EY „Az év üzletembere” díj (2013)
- Kalmár-díj (2016)[9]